# Âmbar dominicano

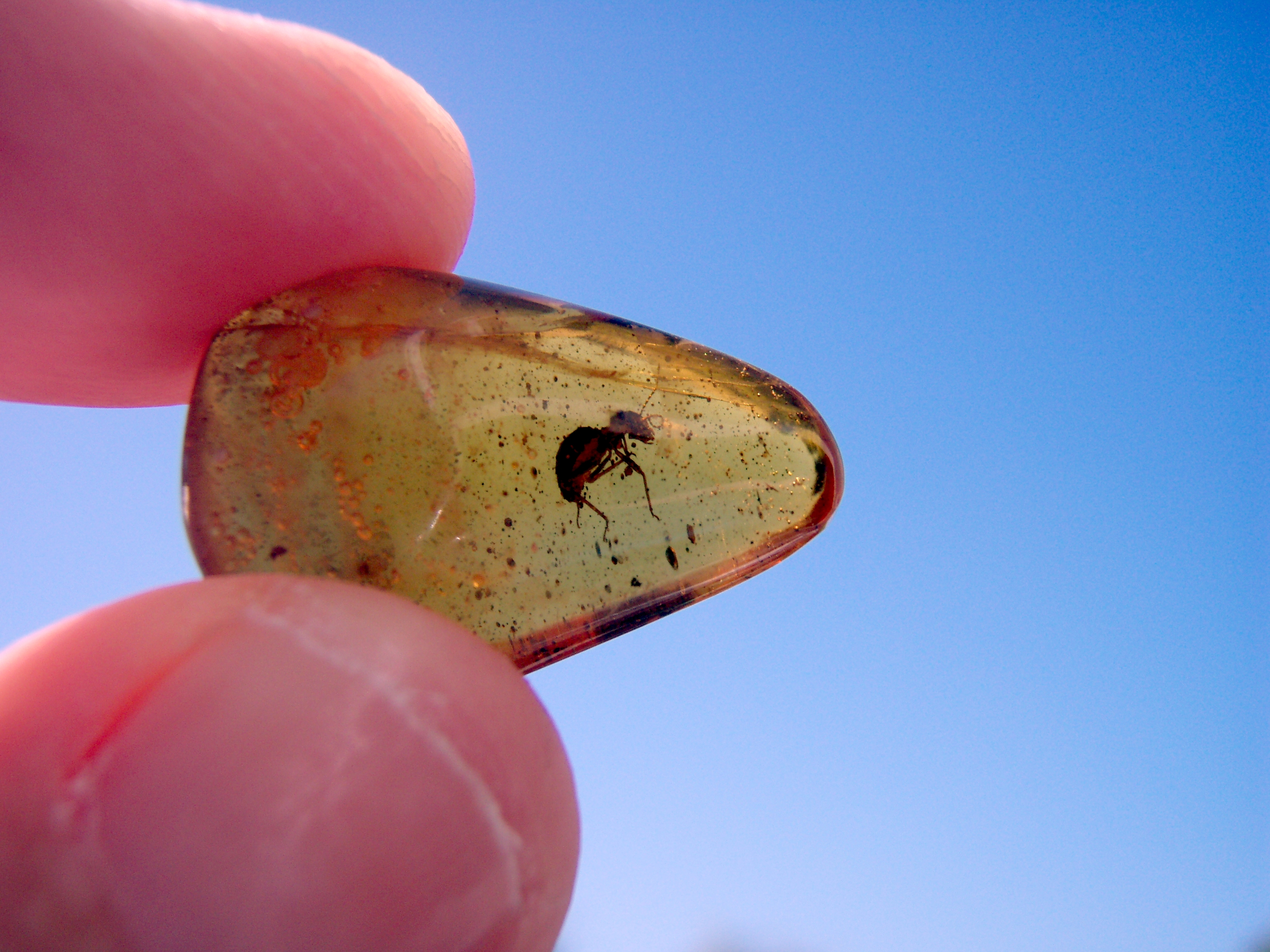
Cupim operário em âmbar dominicano

O âmbar dominicano é o âmbar da República Dominicana derivado da resina da árvore extinta Hymenaea protera.
O âmbar dominicano diferencia-se do âmbar báltico por ser quase sempre transparente e por apresentar maior número de inclusões fósseis . Isso permitiu a reconstrução detalhada do ecossistema de uma floresta tropical há muito desaparecida.

## Idade
A idade do âmbar tem sido controversa. Um estudo no início de 1990 retornou uma data de até 40 milhões de anos. No entanto, outros autores sugeriram uma data no Mioceno, em torno de 20-15 milhões de anos, com base em microfósseis marinhos encontrados no sedimento em que o âmbar está contido.